# Marjan Štrukelj
Marjan Štrukelj, slovenski kajakaš na divjih vodah, * 24. september 1964, Nova Gorica.
Štrukelj je za Slovenijo nastopil na Poletnih olimpijskih igrah 1992 v Barceloni, kjer je nastopil v slalomu in osvojil 6. mesto.